# Saint-Quentin Basket-Ball
El Saint-Quentin Basket-Ball és un club professional de bàsquet, que a partir de la lliga de 2002-2003 juga a la divisió Pro B de França. La base del club està a la ciutat de Saint-Quentin (Aisne).

## Història
El Saint-Quentin Basket Ball va néixer de la fusion de l'Amicale Jumentier i de la Union Sportive des Cheminots. Llavors disputà el campionat d'Exellence régionale. El 1982, hi hagué una nova fusion entre el SQBB i el Foyer Laïque d'Harly.
El 1988, el SQBB accedí en 1 A (l'actual Pro A). El club rivalitzà llavors amb els millors equips de la lliga i acabà cinquè. El 1990, es classificaren per jugar a la copa Korac en la que van disputar, el 1991 contra el Panathinaïkós d'Atenes, al que van guanyar.
El 1993, degut a dificultats financeres, el Saint-Quentin fou relegat a la Nationale 4 i el 2000 tornà breument a la Pro B (de la que va tornar a descendir l'any següent) per a tornar-hi definitivament el 2002.
Des de, l'equip participa regularment en els Playoffs, tot i que va perdre a les semifinals el 2006 (contra l'Orléans) i el 2007 (contra el Quimper).
El SQBB té fama de tenir un dels millors públics de bàsquet de tota França.

## Palmarès
- Campió de França de NM1 (3a divisió): 1999 i 2001

## Entrenadors
- 1973-1986: Bertrand Gamess.
- 1994-96: Bertrand Gamess
- 2000-03: Charlie Auffray
- 2003-07: Olivier Hirsch
- 2007-08: Nedeljko Asceric

## Jugadors cèlebres
- Charlie Auffray
- Thierry Pons
- Fabrice Courcier